# Paula Seling
Paula Seling (Nagybánya, 1978. december 25. –) román énekesnő, dalszerző, zenész.

## Zene karrier

### Selecția Națională(2010)
Paula 2010-ben elindult a román eurovíziós válogatóműsorban, a Selecția Naționalăn Ovival közösen egy duettel. Daluk címe a Playing with Fire volt. A duett végül bejött és megnyerték a válogatót és ők képviselhették Romániát a 2010-es Eurovíziós Dalfesztiválon, Oslóban. Románia ebben az évben a második elődöntőbe került, ahol Paula és Ovi a negyedik helyen végeztek, így továbbjutottak a döntőbe. A döntőben a tizenkilencedikként léptek színpadra. A szavazás során 162 pontot szereztek, ez a harmadik helyre volt elég a 25 fős mezőnyben. Maximális 12 pontot kaptak Moldovától, 10 pontot az Egyesült Királyságtól, Norvégiától, Spanyolországtól, Portugáliától és Svédországtól. Ezzel Románia legjobb eredményét érték el a dalfesztivál történelmében.

### Selecția Națională(2014)
2014-ben Paula és Ovi újra elindult a román válogatón, ahol ismét sikerült győzniük, így már másodszorra képviselhették hazájukat a 2014-es Eurovíziós Dalfesztiválon, Koppenhágában. Versenydaluk a Miracle volt. 2014. május 8-án, a dalfesztivál második elődöntőjében léptek fel, ahol a – a későbbi győztes, Ausztria után – második helyen végeztek, így továbbjutottak a május 10-i döntőbe. A döntőben a hatodikként léptek színpadra. A szavazás során 72 pontot szereztek, ez viszont a tizenkettedik helyre volt elég a 26 fős mezőnyben. Moldovától ebben az évben is maximális 12 pontot kaptak.